# Nur eine Frau (1958)
Nur eine Frau ist ein biografischer DDR-Kinofilm von 1958 über die Frauenrechtlerin Luise Otto-Peters. Als Vorlage diente der von Hedda Zinner 1954 veröffentlichte gleichnamige Roman. Weitere Titel des Films waren „Nachtigall im Winter“  und „Luise Otto-Peters“.

## Handlung
Louise Otto wächst als wohlbehütete Tochter des Gerichtsdirektors Fürchtegott Wilhelm Otto und seiner Ehefrau Charlotte in Meißen auf. Schon früh zeigt sie Anteilnahme an politischen und sozialen Problemen und stößt damit auf Widerstand ihrer bürgerlichen Umgebung. Sie schlägt das Hochzeitsangebot des reichen Barons Rödern aus und beginnt ein Verhältnis mit dem jungen engagierten Lehrer August Peters. Luise beginnt sozialkritische Romane zu schreiben und gründet die erste Frauenzeitschrift Deutschlands.
In den Kämpfen der 48er-Revolution trifft sie den verwundeten und von der Polizei gesuchten August wieder. Sie kann seine Verhaftung und die Verurteilung zu einer zehnjährigen Haftstrafe nicht verhindern. Nach seinem Gefängnisaufenthalt heiraten Louise und August.

## Veröffentlichungsdaten
- Kino-Uraufführung: 6. März 1958